# Wade Fox
Wade Fox (1920 - 1964) fue un herpetólogo estadounidense de la Universidad de California, especialista en la anatomía de los ofidios.
Fue profesional en el Museo de Zoología de Vertebrados, y profesor en el Departamento de Zoología, todos de la Universidad de California en Berkeley.
Durante su trabajo en el Centro Médico de la Universidad de Luisiana, estudia y publica acerca de la anatomía y sistemática del género Thamnophis.
Fue miembro del Cuerpo Editorial de COPEIA, y presidente de la "Liga de Herpetólogos". Fallece el 20 de septiembre de 1964 por un ataque cardíaco.

## Algunas publicaciones
- Variation in the deer mouse (Peromyscus maniculatus) along the lower Columbia River. In: Am. Midland Naturalist 40 ( 2) 1948: 420–452

- Biology of the garter snakes of the San Francisco Bay region. 1950; disertación

- Relationships among the garter snakes of the Thamnophis elegans rassenkreis. In: Univ. of California Publ. in Zoology 50, 1951, pp. 485–530

En este estudio, entre otras cosas, describe Fox dos subespecies de Thamnophis elegans: Thamnophis elegans terrestris, T. elegans aquaticus, hoy en día híbridos de Santa-Cruz- con Thamnophis atratus
- The status of the garter snake, Thamnophis sirtalis tetrataenia. In: Copeia 1951 ( 4): 257–267

Descripción de Thamnophis sirtalis fitchi

## Abreviatura (zoología)
La abreviatura Fox  se emplea para indicar a Wade Fox como autoridad en la descripción y taxonomía en zoología.

## Literatura
- H. C. Dessauer: Wade Fox, Jr., 1920–1964. In: Copeia. Band 1965, Nr. 1, S. 123
- J. A. Rodríguez-Robles, D. A. Good, D. B. Wake: Brief history of herpetology in the Museum of Vertebrate Zoology, University of California, Berkeley, with a list of type specimens of amphibians and reptiles. University of California Press, Berkley 2003, ISBN 0-520-23818-4, S. 83 (englisch; Kurzbiographie bis 1950)